# ガソリン値下げ隊
ガソリン値下げ隊（ガソリンねさげたい）とは、2008年（平成20年）1月15日に、日本のガソリン税暫定税率廃止を目的に結成された、民主党の国会議員グループである。

## 構成
全6班で構成。中堅の国対副委員長6人および当選1～2回の衆院議員52人で構成されていた。
- 隊長は川内博史。
- 衆議院議員の隊員は、大島敦・菊田真紀子・郡和子・太田和美・柚木道義・鈴木克昌・福田昭夫・津村啓介・田名部匡代・石川知裕・三井辨雄・伴野豊・加藤公一・細野豪志・松野頼久・山岡賢次・小沢鋭仁・安住淳・高山智司・小川淳也・菅直人ら[2]。
- 参議院議員の隊員は、藤末健三・友近聡朗・中谷智司・平山幸司・轟木利治ら[3]。

## 活動
- 2008年（平成20年）1月15日、結成式。菅直人が「衆院における与党の圧倒的多数の横暴を許さない」、山岡賢次国会対策委員長が「この国会はガソリン国会であり、ガソリン解散にする」と訴え、気勢を上げた。
- ガソリン税の暫定税率廃止でガソリン1リットルあたり約25円の値下げをするキャンペーンを街頭で行った。
- 神奈川県・東京都・青森県など各地を遊説し、「ガソリン25円値下げ」の幟（のぼり）を立てビラを配ったり、街頭アンケートを行った。
- ガソリン税の暫定税率廃止を訴え、街頭で配布したA4サイズのビラを、自動車のフロントガラスに張るよう呼びかけた（道路運送車両法違反が1月17日に指摘されたため回収）。
- 第169回国会で、プラカードを国会の廊下に掲げ、ピケ戦術を展開。ブリッジ法案を提出した1月29日夜、会議の開催を阻止するために当選回数一回、二回の民主党議員約50名が笹川堯衆議院議院運営委員長を委員長室に閉じ込め監禁、4月30日も本会議を開催出来ぬよう河野洋平衆議院議長を議長室に閉じ込め監禁など、肉弾による暴力的妨害活動を行った[4][5]。
- 2008年大阪府知事選挙において、ガソリン値下げ隊の約50人が大阪に入って、熊谷貞俊の応援活動を行った[6]（結果は橋下徹に敗れる）。
- 和歌山県や長崎県や宮崎県などで、今[いつ?]後建設される道路建設予定地の視察を行った。

## 2009年の政権獲得後
2009年衆院選で、民主党はガソリン税暫定税率廃止をマニフェストに掲げて圧勝し、民主党が政権を獲得し、民社国連立政権を樹立した。しかし、鳩山由紀夫内閣は、国際的に発表した温暖化対策や赤字国債発行を制限する財政収支の問題が出たため、ガソリン税率の暫定税率分を撤廃することによるガソリン値下げが難しくなった。
そのため、ガソリン税の暫定税率を廃止すると同時に、ガソリン税の本則税率を引き上げ、国民の実質的な税負担を現状維持させた。この決定は『マニフェスト違反』として、世論から強い批判を浴びたため、2010年（平成22年）5月11日、民主党はマニフェストからガソリン税など暫定税率廃止を正式に削除した。
2011年（平成23年）2月、川内博史は「（ガソリン値下げ隊は）2009年の衆議院解散と同時に自動的に解散した」としながらも「私は今でも隊長と自負しており、事態を憂慮している」「菅首相に衆議院の任期中に（暫定税率の廃止を）絶対にやらせる。やらないなら、私がやる」と話している。
2011年（平成23年）4月18日、日本国政府は、ガソリン価格が3カ月連続で1リットル160円を超えた際に、揮発油税などを引き下げる特別措置（トリガー条項）を凍結する方針を示した。これは特別措置による税収減により、東日本大震災の復興財源の確保が困難になるとの理由による。
2012年（平成24年）12月16日の第46回衆議院議員総選挙により、川内・太田・田名部・三井・伴野・加藤・山岡・高山・友近は落選し、大島・菊田・郡・柚木・鈴木・福田・津村・石川・松野・小沢・小川・菅は、比例復活を果たした。また、細野・安住は小選挙区で当選した。
2013年（平成25年）7月21日の第23回参議院議員通常選挙により、中谷・平山・轟木が落選した。
2014年（平成26年）12月14日の第47回衆議院議員総選挙では、太田・伴野が比例復活を果たし、政界復帰した。